# Erilepis zonifer
Erilepis
Genre
Espèce
Erilepis zonifer, unique représentant du genre Erilepis, est une espèce de poissons marins actinoptérygiens de la famille des Anoplopomatidae, présente dans le Pacifique nord.

## Description

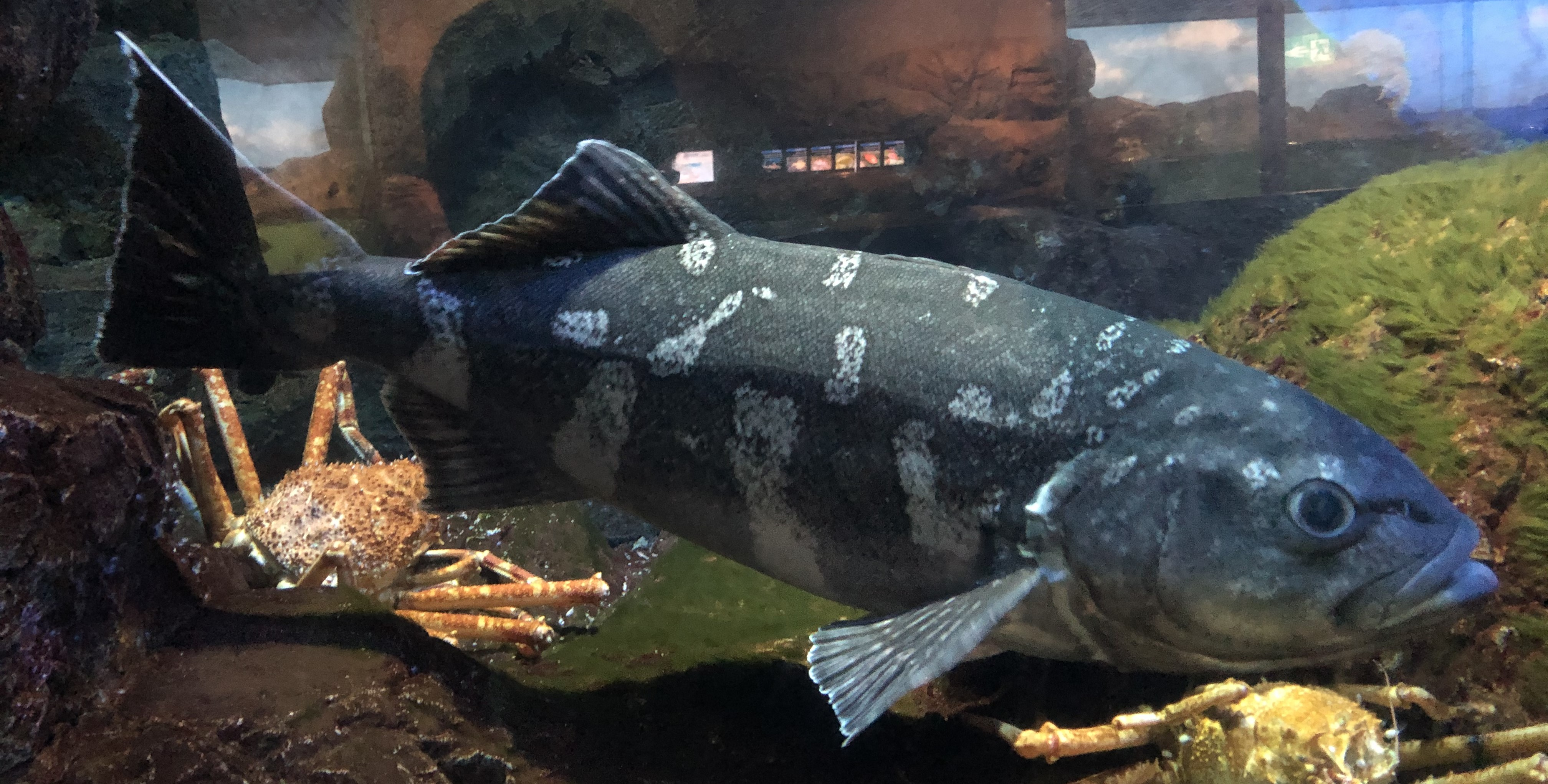
Un spécimen en captivité accompagné d'araignées de mer au Kamogawa Seaworld, au Japon.

Ce scorpéniforme peut mesurer 183 cm de long et peut peser 91 kg. Il s'agit du plus grand représentant de son ordre[réf. nécessaire].

## Répartition et habitat
Ce poisson marin (en) se rencontre dans le Pacifique nord, depuis le Japon et la mer de Béring jusqu'à la baie de Monterey en Californie. Les adultes vivent sur les fonds rocheux profonds au large, tandis que les jeunes évoluent parmi les algues dérivantes. Cette espèce est présente depuis le niveau de la mer jusqu'à une profondeur maximale de 680 m.

## Taxonomie

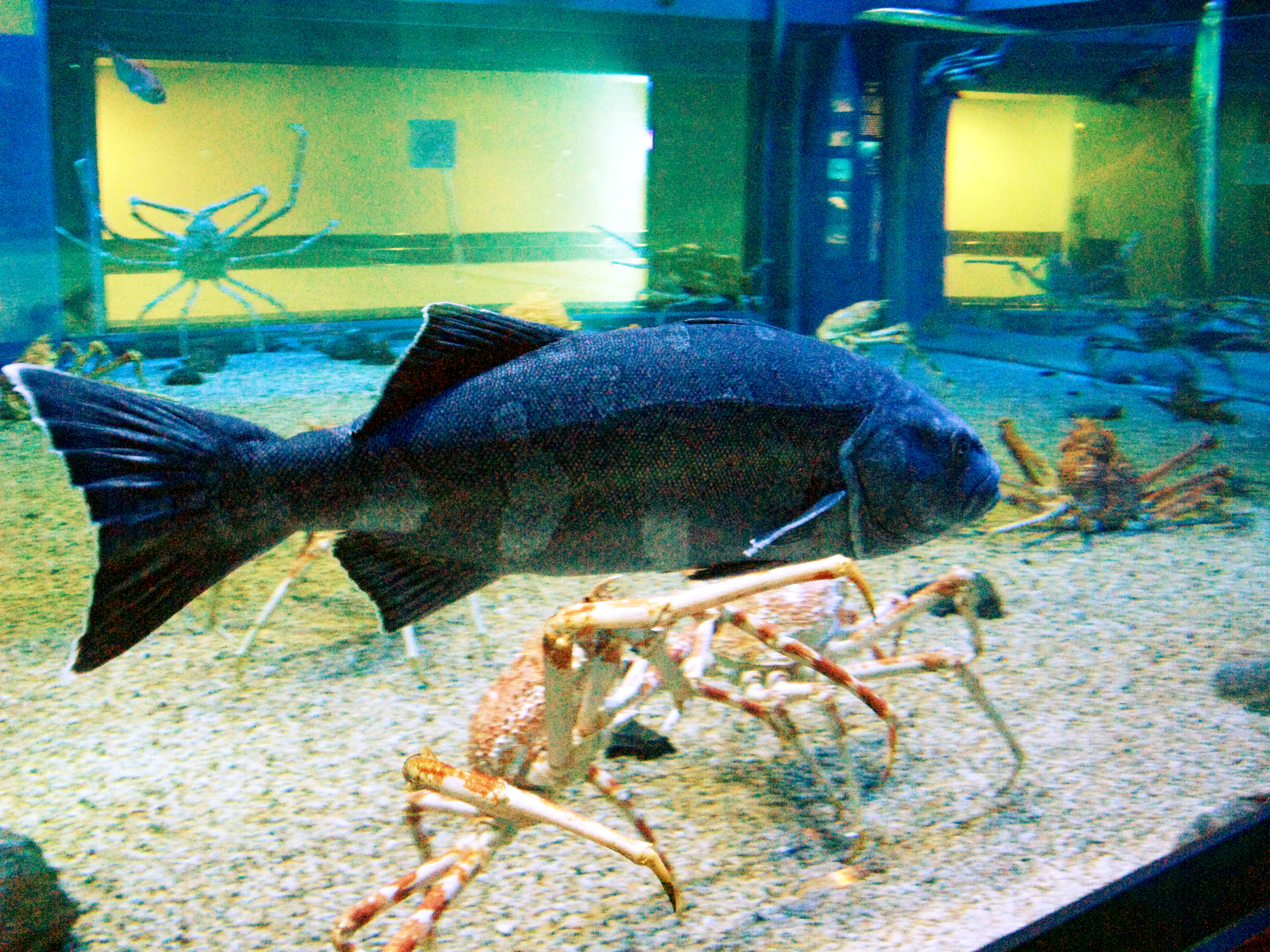
Un spécimen en captivité accompagné d'araignées de mer à l'aquarium Kaiyukan, au Japon.

L'espèce Erilepis zonifer a été initialement décrite en 1880 par le zoologiste britannique William Neale Lockington (1840-1902) sous le protonyme Myriolepis zonifer Lockington, 1880,.
Le genre monotypique Erilepis a été décrit en 1894 par le zoologiste américain Theodore Nicholas Gill (1837-1914),.
Au côté de la Morue charbonnière (Anoplopoma fimbria), il s'agit de l'une des deux seules espèces de sa famille.

### Étymologie
Le nom générique, Erilepis, dérive du grec ancien ἐρι, éri, « très ou fort », et λεπίς, lepís, « écaille », fait référence aux petites écailles cténoïdes recouvrant la tête, le corps et les parties molles de la plupart des nageoires.
L'épithète spécifique, zonifer, dérive du grec ancien ζώνα, zốna, « ceinture », et φέρω, phérô, « porter », et fait référence aux quatre larges bandes noires transversales sur les côtés entre les nageoires pectorales et caudales, à la cinquième plus étroite encerclant la base caudale et aux deux bandes noires traversant la queue.

### Publications originales
- Genre Erilepis :
  - (en) Theo. Gill, « The Erilepidinae », Science, Amérique septentrionale, AAAS, vol. 23, no 573,‎ 1er janvier 1894, p. 52 (ISSN 0036-8075 et 1095-9203, OCLC 1644869, PMID 17839117, DOI 10.1126/SCIENCE.NS-23.573.52-A, lire en ligne).
- Espèce Erilepis zonifer, sous le taxon Myriolepis zonifer :
  - (en) W. N. Lockington, « Description of a new chiroid fish, Myriolepis zonifer, from Monterey Bay, California », Proceedings of the United States National Museum, Washington, Inconnu, vol. 3, no 140,‎ 1880, p. 248–251 (ISSN 0096-3801 et 2377-6560, OCLC 1259735, DOI 10.5479/SI.00963801.140.248).